# Dominick Evans
Dom Ławniczak Evans é um cineasta polonês-irlandês-estadunidense, streamer, palestrante e ativista social que se concentra nos direitos LGBT e nos direitos das pessoas com deficiência.

## Primeiros anos
Evans nasceu em Toledo, Ohio, filho de pai polonês-americano, David Ławniczak (falecido em 2001), que era surdo, e de mãe irlandesa-americana, Pam Ryan. Dom cresceu em Walbridge, Ohio, com um irmão mais velho. Também têm dois meio-irmãos do primeiro casamento do pai que não moravam com a família. Evans tinha um relacionamento contencioso com seus pais, especialmente com sua mãe, que se intensificou quando eles se assumiram aos dezesseis anos. Seu pai morreu de insuficiência cardíaca em 2001. Evans era próximo de seus avós Willis "Willie" e Melba "Noonie" Ryan, que ajudaram a criar Dom e seu irmão mais velho. Sua avó, Noonie, era cantora no rádio em Toledo e os ensinou a cantar.
Dom era um ator e cantor infantil, além de ser um exemplo da Associação de Distrofia Muscular, embora não não apoia mais a organização, alegando que prejudica a comunidade de deficientes.
Estudou na Lake High School em Millbury, Ohio, onde formou-se com honra em 1999. Posteriormente, teve dificuldades para optar por uma faculdade certa, na qual inicialmente estudou teatro e atuação. Dom estudou originalmente na Universidade de Bowling Green State, enquanto ainda estava no ensino secundário. Deixou a BGSU em 2000 para estudar na Wright State University, mas tiveram que sair devido a uma lesão. Retornou à WSU em 2010, onde oncluiu seu BFA em Produção Cinematográfica. Também passou um ano estudando teatro em uma escola satélite da Universidade de Michigan de 2009 a 2010.
Evans teve uma infância difícil, onde foi vítima de bullying incessante na escola. Em 2018, Dominick foi destaque no livro American Hate: Survivors Speak Out, do ativista comunitário e professor Arjun Singh Sethi. Seu capítulo explora uma experiência no ensino secundário, onde foi torturado por colegas de classe como parte de uma brincadeira de formatura quando estava no segundo ano, juntamente com seu medo de ser exposto publicamente em sua vizinhança.

## Carreira

### Como cineasta
Evans completou seu primeiro filme, trip, em 2013. Ganhou o prêmio Indie Fest Award of Recognition de 2015. Trabalhou em outros filmes, incluindo o curta-metragem Nance + Sydney. Em 2020, esteve na produção de dois curtas-metragens, Inamorata e Overture. Inamorata é sobre um casal de lésbicas na década de 1960, enquanto Overture é sobre dois usuários de cadeira de rodas queer que se encontram em uma casa de repouso. Os filmes de Dominick tendem a ser sobre indivíduos marginalizados e eles trabalham com equipes de filmagem diversas, compostas predominantemente por cineastas de minorias.

### Como ativista em prol das pessoas com deficiência
Evans tem defendido a comunidade de pessoas com deficiência desde a juventude. Possui envolvimento fortemente ligada no movimento por melhores representações de pessoas transgênero e deficiência no setor de cinema e outras mídias audiovisuais, bem como no movimento pela igualdade no casamento para pessoas LGBTQ e deficientes. Evans foi convidado a participar do primeiro fórum da Casa Branca sobre deficiência e questões LGBT em junho de 2014.
Enquanto estava na faculdade, Evans estudou o papel da deficiência no setor de cinema, televisão e outras mídias. Isto lhe deixava incomodado com o que sentia ser uma enorme falta de inclusão para atores e cineastas com deficiência na indústria. Diante disso, foi feito um princípio de ativismo falando sobre o tópico regularmente, incluindo no Lights, Camera, Access! 2.0 na Universidade de Nova Iorque e no John Jay College em julho de 2015 e orientando alunos de mídia, cinema e comunicação com deficiência na Casa Branca em novembro de 2016 por meio do robô de vídeo ALF. Dominick é uma das poucas pessoas a ter o privilégio de controlar um robô na Casa Branca do outro lado do país.
Em 2014, Evans iniciou a discussão no Twitter #FilmDis, uma discussão agora mensal que explora os problemas com a inclusão de pessoas com deficiência, bem como as representações da deficiência no cinema, na televisão e em outras mídias. As discussões foram assistidas por cineastas, escritores de histórias em quadrinhos e atores notáveis. Também apresentou o painel "Crip Culture and the Media – Perceptions of Disability in Film and Television" na New York Comic Con em 2015. Em 2016, retornou à New York Comic Con via Skype para o painel "Onde estão as cadeiras de rodas?", que também incluiu o autor e ativista Day Al-Mohamed; a modelo e ativista Jillian Mercado; a atriz, comediante e defensora Maysoon Zayid; e o ator, comediante e ativista Steve Way.
Dominick trabalhou anteriormente no Centro de Direitos das Pessoas com Deficiência em Nova Iorque como defensor da mídia e do entretenimento.
Em 2016, Dominick se envolveu em protestos contra o filme Como Eu Era Antes de Você, um filme em que um homem com deficiência viaja para a Suíça para praticar suicídio assistido.
Evans é uma voz de destaque no movimento pela igualdade no casamento para pessoas com deficiência. Trabalhou ao lado de outros ativistas pela igualdade no casamento LGBT em Ohio para discutir a questão e sua relação com o tema do casamento LGBT.
Desde 2019 atua como streamer, seja jogando ou com web shows no Twitch. Desde 2019, têm trabalhado em Hollywood com estúdios de cinema e televisão, como Lionsgate e Netflix, como consultor independente.

### Diretor de videoclipe musical
Em 2021, Dom dirigiu o videoclipe da música "Spaces", de James Ian. Evans dirigiu o videoclipe de casa, onde estavam de cama, devido a dores crônicas. Evans acredita que seu exemplo provou que diretores com deficiência são capazes de dirigir de qualquer lugar. Seu próximo objetivo é desenvolver um programa de televisão que possam dirigir de casa, em Michigan.

## Prêmios e honrarias
Evans recebeu indicação como um dos oito "influenciadores LGBT que você precisa conhecer na cidade de Nova Iorque" no verão de 2016 pela revista Time Out. Esteve também na nominação como uma das Pessoas do Ano de 2016 da New Mobility por fazer parte de um protesto contra o suicídio assistido.

## Vida pessoal
Evans mora nos subúrbios de Detroit, Michigan. Trabalhou principalmente com seu parceiro criativo, Ashtyn Law, desde 2002. Dominick começou a prestar consultoria de roteiros para estúdios como a Lionsgate e programas exibidos em redes como a Netflix.
Evans foi diagnosticado com uma doença neuromuscular degenerativa, atrofia muscular espinhal, aos 4 anos de idade, e teve que usar uma cadeira de rodas em tempo integral desde 1997. Também têm problemas de saúde como asma, dor crônica, DDA, TOC, TEPT e são deficientes auditivos.
Evans é não binário, transgênero e queer, e usa os pronomes do inglês: they/them e he/him.